# Lista de arremessadores da MLB que conseguiram quatro strikeouts na mesma entrada
No beisebol, um strikeout ocorre quando um arremessador elimina um rebatedor por strike durante sua vez ao bastão. De acordo com as regras 6.05 e 6.09 das regras oficiais da Major League Baseball, um rebatedor se torna um corredor quando uma bola de terceiro strike não é pega pelo receptor, isto com nenhum corredor na primeira base ou quando não tenham sido eliminados dois jogadores. O strikeout é anotado, mas o rebatedor/corredor deve ser tocado para eliminação. Portanto, é possível para um arremessador anotar mais do que três strikes em uma entrada. Como resultado desta regra, 88 arremessadores diferentes eliminaram por strike quatro rebatedores em uma entrada de um jogo da Major League Baseball até 2018, o mais recente sendo Luke Bard do Los Angeles Angels em 22 de abril de 2019. Quatro jogadores—Chuck Finley, A. J. Burnett, Zack Greinke e Craig Kimbrel—conseguiram a façanha mais de uma vez em suas carreiras; nenhum jogador eliminou por strike mais do que quatro rebatedores em uma entrada. Ed Crane foi o primeiro jogador a eliminar por strike quatro rebatedores em uma entrada, conseguindo o feito na quinta entrada pelo  New York Giants contra o Chicago White Stockings em 4 de Outubro de 1888.
Dos 88 arremessadores que conseguiram o feito, 60 eram destros e 20 eram canhotos. Vinte e quatro destes jogadores (incluindo quinze  arremessadores ainda ativos) jogaram por apenas um time nas grandes ligas. Estes arremessadores—Bob Gibson, Walter Johnson e Phil Niekro—são também membros do Clube dos 3.000 strikeouts. Finley é o único arremessador a conseguir tal feito em três ocasiões diferentes, bem como duas vezes em uma temporada. Pete Richert eliminou por strike quatro rebatedores na terceira entrada de seu primeiro jogo na MLB, se tornando a conseguir a marca em sua estreia. Orval Overall é o único jogador a eliminar por strike quatro rebatedores em uma entrada na World Series.
Dos 26 jogadores elegíveis para o Baseball Hall of Fame que eliminaram por strike quatro rebatedores em uma entrada, quatro foram eleitos e dois foram eleitos na primeira votação. Jogadores são elegíveis para o Hall of Fame se jogaram ao menos 10 temporadas na MLB, e se aposentaram, ao menos, a cinco temporadas ou faleceram ao menos a seis meses. Estes requisitos deixam 26 jogadores inelegíveis pois estão ativos, quatro por estarem vivos e terem jogado nas últimas cinco temporadas, e quatorze que não jogaram por 10 temporadas nas grandes ligas.

## Jogadores
| Arremessador (X) | Nome do arremessador e número de entradas com quatro strikes que eles conseguiram até aquele ponto                                           |
| Data             | Data do jogo |
| Time             | O time do jogador na época da partida |
| Adversário       | O time contra o qual o arremessador conseguiu eliminar por strike quatro rebatedores em uma entrada                                          |
| Entrada          | A entrada em que o arremessador conseguiu eliminar por strike quatro rebatedores                                                             |
| Rebatedores (X)  | Os quatro rebatedores que foram eliminados por strike e número de entradas com quatro strikes em que eles foram rebatedores até aquele ponto |
| Box              | Placar com play by play (se disponível) |
| º                | Indica que o arremessador eliminou por strike todos os quatros rebatedores consecutivamente                                                  |
| §                | Denota o rebatedor que atingiu a primeira base                                                                                               |
| †                | Eleito para o Baseball Hall of Fame |
| ‡                | Jogador ativo |

| Arremessador        | Data                   | Time                  | Adversário              | Entrada | Rebatedores                                                           | Box     |
| ------------------- | ---------------------- | --------------------- | ----------------------- | ------- | --------------------------------------------------------------------- | ------- |
| Ed Craneº           | 4 de outubro de 1888   | New York Giants       | Chicago White Stockings | 5ª      | Fred Pfeffer, Ned Williamson, Tom Burns§, John Tener                  | n/a     |
| Hooks Wiltseº       | 15 de maio de 1906     | New York Giants       | Cincinnati Reds         | 5ª      | Jim Delahanty§, Tommy Corcoran, Admiral Schlei, Chick Fraser          | n/a     |
| Orval Overall       | 14 de outubro de 1908  | Chicago Cubs          | Detroit Tigers          | 1ª      | Charley O'Leary, Ty Cobb, Claude Rossman§, Germany Schaefer           | [ 16 ]  |
| Walter Johnson†     | 15 de abril de 1911    | Washington Senators   | Boston Red Sox          | 5ª      | Ray Collins, Larry Gardner§, Harry Hooper, Duffy Lewis                | n/a     |
| Guy Morton          | 11 de junho de 1916    | Cleveland Indians     | Philadelphia Athletics  | 6ª      | Whitey Witt§, Charlie Pick, Nap Lajoie, Stuffy McInnis                | [ 20 ]  |
| Jim Davisº          | 27 de maio de 1956     | Chicago Cubs          | St. Louis Cardinals     | 6ª      | Hal Smith, Jackie Brandt, Lindy McDaniel§, Don Blasingame             | [ 21 ]  |
| Joe Nuxhall         | 11 de agosto de 1959   | Cincinnati Redlegs    | Milwaukee Braves        | 6ª      | Eddie Mathews, Joe Adcock, Del Crandall§, Johnny Logan                | [ 22 ]  |
| Ryne Duren          | 18 de maio de 1961     | Los Angeles Angels    | Chicago White Sox       | 7ª      | Minnie Miñoso, Roy Sievers§, J. C. Martin, Sammy Esposito             | [ 23 ]  |
| Pete Richertº       | 12 de abril de 1962    | Los Angeles Dodgers   | Cincinnati Reds         | 3ª      | Frank Robinson, Gordy Coleman§, Wally Post, Johnny Edwards            | [ 24 ]  |
| Lee Stange          | 2 de setembro de 1964  | Cleveland Indians     | Washington Senators     | 7ª      | Don Lock§, Willie Kirkland, Don Zimmer, John Kennedy                  | [ 25 ]  |
| Don Drysdaleº†      | 17 de abril de 1965    | Los Angeles Dodgers   | Philadelphia Phillies   | 2ª      | Wes Covington§, Tony González, Dick Stuart, Clay Dalrymple            | [ 26 ]  |
| Bob Gibson†         | 7 de junho de 1966     | St. Louis Cardinals   | Pittsburgh Pirates      | 4ª      | Jerry Lynch, Jim Pagliaroni, Bill Mazeroski§, Don Cardwell            | [ 27 ]  |
| Mike Cuellarº       | 29 de maio de 1970     | Baltimore Orioles     | California Angels       | 4ª      | Alex Johnson§, Ken McMullen, Tommie Reynolds, Jim Spencer             | [ 28 ]  |
| Bill Bonhamº        | 31 de julho de 1974    | Chicago Cubs          | Montreal Expos          | 2ª      | Mike Torrez§, Ron Hunt, Tim Foli, Willie Davis                        | [ 29 ]  |
| Phil Niekro†        | 29 de julho de 1977    | Atlanta Braves        | Pittsburgh Pirates      | 6ª      | Dave Parker, Bill Robinson, Rennie Stennett§, Omar Moreno             | [ 30 ]  |
| Mike Paxtonº        | 21 de julho de 1978    | Cleveland Indians     | Seattle Mariners        | 5ª      | Dan Meyer§, Bruce Bochte, Tom Paciorek, Bill Stein                    | [ 31 ]  |
| Mario Sotoº         | 17 de maio de 1984     | Cincinnati Reds       | Chicago Cubs            | 3ª      | Tom Veryzer, Dick Ruthven, Bob Dernier§, Ryne Sandberg                | [ 32 ]  |
| Mike Scott          | 3 de setembro de 1986  | Houston Astros        | Chicago Cubs            | 5ª      | Chris Speier§, Chico Walker, Dave Martinez, Ryne Sandberg (2)         | [ 33 ]  |
| Bobby Wittº         | 2 de agosto de 1987    | Texas Rangers         | Baltimore Orioles       | 2ª      | Ray Knight, Terry Kennedy§, Mike Young, Ken Gerhart                   | [ 34 ]  |
| Charlie Hough       | 4 de julho de 1988     | Texas Rangers         | New York Yankees        | 1ª      | Claudell Washington§, Jack Clark, Dave Winfield, Mike Pagliarulo      | [ 35 ]  |
| Paul Assenmacher    | 22 de agosto de 1989   | Atlanta Braves        | St. Louis Cardinals     | 5ª      | Terry Pendleton, Milt Thompson, Tony Peña§, Ted Power                 | [ 36 ]  |
| Tim Birtsas         | 4 de junho de 1990     | Cincinnati Reds       | San Francisco Giants    | 7ª      | Greg Litton, Will Clark, Matt Williams§, Gary Carter                  | [ 37 ]  |
| Matt Young          | 9 de setembro de 1990  | Seattle Mariners      | Boston Red Sox          | 1ª      | Jody Reed, Carlos Quintana, Wade Boggs§, Mike Greenwell               | [ 38 ]  |
| Paul Shuey          | 14 de maio de 1994     | Cleveland Indians     | Detroit Tigers          | 9ª      | Chad Kreuter, Chris Gomez, Travis Fryman§, Cecil Fielder              | [ 39 ]  |
| Mark Wohlersº       | 7 de junho de 1995     | Atlanta Braves        | Chicago Cubs            | 9ª      | Kevin Roberson, Rick Wilkins, Shawon Dunston§, Sammy Sosa             | [ 40 ]  |
| Bruce Ruffin        | 25 de julho de 1996    | Colorado Rockies      | Chicago Cubs            | 9ª      | Sammy Sosa (2), Scott Servais§, Leo Gómez, Brian McRae                | [ 41 ]  |
| Kevin Appierº       | 3 de setembro de 1996  | Kansas City Royals    | Toronto Blue Jays       | 4ª      | Ed Sprague, Jr., Carlos Delgado§, Charlie O'Brien, Alex Gonzalez      | [ 42 ]  |
| Derek Wallace       | 13 de setembro de 1996 | New York Mets         | Atlanta Braves          | 9ª      | Terry Pendleton§ (2), Chipper Jones, Ryan Klesko, Mike Mordecai       | [ 43 ]  |
| Wilson Álvarezº     | 21 de julho de 1997    | Chicago White Sox     | Detroit Tigers          | 7ª      | Tony Clark, Phil Nevin§, Melvin Nieves, Orlando Miller                | [ 44 ]  |
| Blake Stein         | 27 de julho de 1998    | Oakland Athletics     | Tampa Bay Devil Rays    | 4ª      | Bubba Trammell, Rich Butler, Mike DiFelice§, Kevin Stocker            | [ 45 ]  |
| Kirt Ojalaº         | 16 de setembro de 1998 | Florida Marlins       | Montreal Expos          | 4ª      | Fernando Seguignol, Vladimir Guerrero§, Shane Andrews, Brad Fullmer   | [ 46 ]  |
| Archie Corbin       | 28 de abril de 1999    | Florida Marlins       | Chicago Cubs            | 7ª      | Benito Santiago, Tyler Houston§, Steve Trachsel, Mickey Morandini     | [ 47 ]  |
| Chuck Finley        | 12 de maio de 1999     | Anaheim Angels        | New York Yankees        | 3ª      | Scott Brosius, Chuck Knoblauch, Derek Jeter§, Paul O'Neill            | [ 48 ]  |
| Jerry Spradlin      | 22 de julho de 1999    | San Francisco Giants  | San Diego Padres        | 7ª      | George Arias, Damian Jackson, Carlos Baerga§, Quilvio Veras           | [ 49 ]  |
| Tim Wakefield       | 10 de agosto de 1999   | Boston Red Sox        | Kansas City Royals      | 9ª      | Chad Kreuter, Scott Pose, Johnny Damon§, Carlos Beltrán               | [ 50 ]  |
| Chuck Finleyº (2)   | 15 de agosto de 1999   | Anaheim Angels        | Detroit Tigers          | 1ª      | Deivi Cruz, Juan Encarnación, Dean Palmer§, Tony Clark                | [ 51 ]  |
| Steve Klineº        | 17 de agosto de 1999   | Montreal Expos        | San Francisco Giants    | 7ª      | Brent Mayne, Shawn Estes§, Marvin Benard, Ramón Martínez              | [ 52 ]  |
| Chuck Finley (3)    | 16 de abril de 2000    | Cleveland Indians     | Texas Rangers           | 3ª      | Tom Evans, Royce Clayton, Chad Curtis§, Rafael Palmeiro               | [ 53 ]  |
| Erik Hiljus         | 30 de junho de 2001    | Oakland Athletics     | Texas Rangers           | 7ª      | Bo Porter, Michael Young§, Bill Haselman, Scott Sheldon               | [ 54 ]  |
| Frank Rodriguez     | 22 de julho de 2001    | Cincinnati Reds       | Florida Marlins         | 7ª      | Charles Johnson, Dave Berg, Ryan Thompson§, Mike Lowell               | [ 55 ]  |
| A. J. Burnett‡      | 5 de julho de 2002     | Florida Marlins       | New York Mets           | 1ª      | Mike Piazza, Mo Vaughn, Timo Pérez§, Roger Cedeño                     | [ 56 ]  |
| Kerry Woodº         | 2 de setembro de 2002  | Chicago Cubs          | Milwaukee Brewers       | 4ª      | Bill Hall, Ryan Thompson (2), Paul Bako§, Andrew Lorraine             | [ 57 ]  |
| Kazuhiro Sasakiº    | 04 de abril de 2003    | Seattle Mariners      | Texas Rangers           | 9ª      | Todd Greene, Carl Everett§, Michael Young (2), Mike Lamb              | [ 58 ]  |
| Darren Dreifort     | 22 de maio de 2003     | Los Angeles Dodgers   | Colorado Rockies        | 2ª      | Bobby Estalella, Brent Butler, Aaron Cook§, Greg Norton               | [ 59 ]  |
| Octavio Dotelº‡     | 11 de junho de 2003    | Houston Astros        | New York Yankees        | 8ª      | Juan Rivera, Alfonso Soriano§, Derek Jeter (2), Jason Giambi          | [ 60 ]  |
| Brad Lidge          | 13 de junho de 2004    | Houston Astros        | Milwaukee Brewers       | 7ª      | Geoff Jenkins§, Keith Ginter, Ben Grieve, Chad Moeller                | [ 61 ]  |
| Mike Stanton        | 3 de agosto de 2004    | New York Mets         | Milwaukee Brewers       | 8ª      | Gary Bennett, Scott Podsednik§, Trent Durrington, Wes Helms           | [ 62 ]  |
| Jon Rauch           | 26 de abril de 2006    | Washington Nationals  | Cincinnati Reds         | 8ª      | David Ross, Bronson Arroyo, Felipe López§, Adam Dunn                  | [ 63 ]  |
| Brad Penny‡         | 23 de setembro de 2006 | Los Angeles Dodgers   | Arizona Diamondbacks    | 2ª      | Chad Tracy§, Stephen Drew, Miguel Batista, Eric Byrnes                | [ 64 ]  |
| Scott Bakerº‡       | 15 de junho de 2008    | Minnesota Twins       | Milwaukee Brewers       | 3ª      | Ryan Braun, Prince Fielder§, Russell Branyan, Mike Cameron            | [ 65 ]  |
| Scot Shields        | 21 de junho de 2008    | Los Angeles Angels    | Philadelphia Phillies   | 8ª      | Greg Dobbs, Jimmy Rollins, Shane Victorino§, Ryan Howard              | [ 66 ]  |
| Ryan Dempster       | 4 de outubro de 2009   | Chicago Cubs          | Arizona Diamondbacks    | 5ª      | Stephen Drew (2), Gerardo Parra§, Justin Upton, Mark Reynolds         | [ 67 ]  |
| Luke Gregerson‡     | 4 de outubro de 2009   | San Diego Padres      | San Francisco Giants    | 7ª      | Randy Winn, Eugenio Vélez§, Andrés Torres, Juan Uribe                 | [ 68 ]  |
| Félix Hernándezº‡   | 3 de junho de 2010     | Seattle Mariners      | Minnesota Twins         | 8ª      | Denard Span, Matt Tolbert, Joe Mauer§, Justin Morneau                 | [ 69 ]  |
| Manny Parra‡        | 6 de junho de 2010     | Milwaukee Brewers     | St. Louis Cardinals     | 4ª      | Albert Pujols, Ryan Ludwick, Yadier Molina§, Colby Rasmus             | [ 70 ]  |
| A. J. Burnettº‡ (2) | 24 de junho de 2011    | New York Yankees      | Colorado Rockies        | 6ª      | Chris Iannetta, Carlos González, Chris Nelson§, Todd Helton           | [ 71 ]  |
| Justin Mastersonº‡  | 4 de agosto de 2011    | Cleveland Indians     | Boston Red Sox          | 2ª      | Josh Reddick§, Jason Varitek, Marco Scutaro, Jacoby Ellsbury          | [ 72 ]  |
| Jeremy Hellicksonº‡ | 25 de agosto de 2011   | Tampa Bay Rays        | Detroit Tigers          | 3ª      | Austin Jackson§, Ramón Santiago, Delmon Young, Víctor Martínez        | [ 73 ]  |
| Yovani Gallardoº‡   | 17 de setembro de 2011 | Milwaukee Brewers     | Cincinnati Reds         | 5ª      | Devin Mesoraco, Edinson Volquez, Brandon Phillips§, Edgar Rentería    | [ 74 ]  |
| Bud Norris‡         | 24 de abril de 2012    | Houston Astros        | Milwaukee Brewers       | 3ª      | Travis Ishikawa§, Randy Wolf, Rickie Weeks, Ryan Braun (2)            | [ 75 ]  |
| Ryan Cookº‡         | 27 de abril de 2012    | Oakland Athletics     | Baltimore Orioles       | 8ª      | J. J. Hardy, Nick Markakis, Adam Jones§, Matt Wieters                 | [ 76 ]  |
| Francisco Lirianoº‡ | 5 de junho de 2012     | Minnesota Twins       | Kansas City Royals      | 4ª      | Mike Moustakas, Jeff Francoeur§, Eric Hosmer, Brayan Peña             | [ 77 ]  |
| Steve Delabarº‡     | 13 de agosto de 2012   | Toronto Blue Jays     | Chicago White Sox       | 10      | Dayán Viciedo, Tyler Flowers§, Gordon Beckham, Alejandro De Aza       | [ 78 ]  |
| Jason Berkenº‡      | 20 de setembro de 2012 | Chicago Cubs          | Cincinnati Reds         | 2ª      | Denis Phipps, Ryan Hanigan§, Didi Gregorius, Johnny Cueto             | [ 79 ]  |
| Phil Hughesº‡       | 20 de setembro de 2012 | New York Yankees      | Toronto Blue Jays       | 4ª      | J. P. Arencibia, Adeiny Hechavarria§, Anthony Gose, Brett Lawrie      | [ 80 ]  |
| Zack Greinke‡       | 25 de setembro de 2012 | Los Angeles Angels    | Seattle Mariners        | 4ª      | John Jaso, Eric Thames, Trayvon Robinson§, Brendan Ryan               | [ 81 ]  |
| Craig Kimbrelº‡     | 26 de setembro de 2012 | Atlanta Braves        | Miami Marlins           | 9ª      | Greg Dobbs (2), Donovan Solano§, John Buck, Gil Velazquez             | [ 82 ]  |
| Tony Cingrani‡      | 28 de abril de 2013    | Cincinnati Reds       | Washington Nationals    | 4ª      | Denard Span§ (2), Bryce Harper, Ian Desmond, Adam LaRoche             | [ 83 ]  |
| Alex Cobbº‡         | 10 de maio de 2013     | Tampa Bay Rays        | San Diego Padres        | 3ª      | Will Venable§, Chase Headley, Carlos Quentin, Yonder Alonso           | [ 84 ]  |
| Aníbal Sánchez‡     | 12 de outubro de 2013  | Detroit Tigers        | Boston Red Sox          | 1ª      | Jacoby Ellsbury (2), Shane Victorino§ (2), David Ortiz, Mike Napoli   | [ 85 ]  |
| Zack Greinkeº‡ (2)  | 25 de julho de 2014    | Los Angeles Dodgers   | San Francisco Giants    | 3ª      | Héctor Sánchez, Tim Lincecum, Hunter Pence§, Gregor Blanco            | [ 86 ]  |
| Justin Grimm‡       | 29 de agosto de 2014   | Chicago Cubs          | St. Louis Cardinals     | 9ª      | Oscar Taveras, Daniel Descalso§, Matt Carpenter, Kolten Wong          | [ 87 ]  |
| Óliver Pérezº‡      | 20 de setembro de 2014 | Arizona Diamondbacks  | Colorado Rockies        | 7ª      | Justin Morneau§, Corey Dickerson, Michael McKenry, Matt McBride       | [ 88 ]  |
| Kenley Jansenº‡     | 15 de maio de 2015     | Los Angeles Dodgers   | Colorado Rockies        | 8ª      | Carlos González§ (2), Nick Hundley, Drew Stubbs, DJ LeMahieu          | [ 89 ]  |
| Sergio Santos‡      | 16 de maio de 2015     | Los Angeles Dodgers   | Colorado Rockies        | 8ª      | DJ LeMahieu§ (2), Drew Stubbs (2), Wilin Rosario, Michael McKenry (2) | [ 90 ]  |
| Will Smithº‡        | 04 de outubro de 2015  | Milwaukee Brewers     | Chicago Cubs            | 9ª      | Miguel Montero, Addison Russell§, Javier Báez, Austin Jackson (2)     | [ 91 ]  |
| Tyler Duffey‡       | 08 de maio de 2016     | Minnesota Twins       | Chicago White Sox       | 7ª      | Brett Lawrie (2), Avisail Garcia, Dioner Navarro§, Austin Jackson (3) | [ 92 ]  |
| Julio Teherán‡      | 24 de maio de 2016     | Atlanta Braves        | Milwaukee Brewers       | 2ª      | Jonathan Lucroy, Chris Carter, Kirk Nieuwenhuis§, Ramón Flores        | [ 93 ]  |
| Ken Giles‡          | 7 de agosto de 2016    | Houston Astros        | Texas Rangers           | 9ª      | Nomar Mazara§, Shin-Soo Choo, Ian Desmond, Jurickson Profar           | [ 94 ]  |
| Jake Thompson‡      | 12 de agosto de 2016   | Philadelphia Phillies | Colorado Rockies        | 2ª      | David Dahl§, Ben Paulsen, Daniel Descalso, Jon Gray                   | [ 95 ]  |
| James Paxton‡       | 6 de setembro de 2016  | Seattle Mariners      | Texas Rangers           | 1ª      | Delino DeShields Jr., Ian Desmond§, Jonathan Lucroy, Elvis Andrus     | [ 96 ]  |
| Jon Grayº‡          | 17 de setembro de 2016 | Colorado Rockies      | San Diego Padres        | 2ª      | Ryan Schimpf, Jon Jay§, Oswaldo Arcia, Derek Norris                   | [ 97 ]  |
| Nate Karns‡         | 03 de maio de 2017     | Kansas City Royals    | Chicago White Sox       | 6ª      | Matt Davidson, Tim Anderson, Yolmer Sánchez§, José Abreu              | [ 98 ]  |
| Craig Kimbrel‡ (2)  | 25 de maio de 2017     | Boston Red Sox        | Texas Rangers           | 9ª      | Nomar Mazara§ (2), Jonathan Lucroy (3), Rougned Odor, Mike Napoli (2) | [ 99 ]  |
| Mike Bolsingerº‡    | 18 de julho de 2017    | Toronto Blue Jays     | Boston Red Sox          | 13ª     | Mitch Moreland, Jackie Bradley Jr.§, Christian Vazquez, Deven Marrero | [ 100 ] |
| Zack Godley‡        | 13 de agosto de 2017   | Arizona Diamondbacks  | Chicago Cubs            | 1ª      | Jon Jay, Tommy La Stella, Victor Caratini§, Kyle Schwarber            |         |
| Ryan Dull‡          | 17 de abril de 2018    | Oakland Athletics     | Chicago White Sox       | 8ª      | Omar Narvaez§, Avisail Garcia (2), José Abreu (2), Matt Davidson (2)  | [ 101 ] |
| German Marquez‡     | 1 de outubro de 2018   | Colorado Rockies      | Los Angeles Dodgers     | 4ª      | Max Muncy§, Manny Machado, Yasmani Grandal, Walker Buehler            | [ 102 ] |
| Luke Bard‡          | 22 de abril de 2019    | Los Angeles Angels    | New York Yankees        | 14º     | Gleyber Torres§, Clint Frazier, Mike Tauchman, Kyle Higashioka        | [ 103 ] |